# Aonidia relicta
Aonidia relicta är en insektsart som beskrevs av Alfred Serge Balachowsky 1958. Aonidia relicta ingår i släktet Aonidia och familjen pansarsköldlöss.
Artens utbredningsområde är Eritrea. Inga underarter finns listade i Catalogue of Life.